# Samir Ələkbərov
Samir Dadaş oğlu Ələkbərov [samir alakbarov] (* 8. října 1968, Baku, Ázerbájdžánská SSR, SSSR) je bývalý ázerbájdžánský fotbalový útočník a reprezentant, kariéru ukončil v roce 2001 v klubu Xəzər Universiteti. Mimo Ázerbájdžán (resp. SSSR) působil na klubové úrovni v Izraeli v mužstvu Maccabi Petah Tikva FC.
V letech 1991, 1992 a 1993 se stal ázerbájdžánským fotbalistou roku.

## Klubová kariéra
- Gənclik Bakı FK 1985
- Karabach Stěpanakert 1986
- / Neftçi Baku 1987–1994
- Maccabi Petah Tikva FC 1994–1995
- Neftçi Baku 1995–1998
- Xəzər Universiteti 1999–2001

## Reprezentační kariéra
V A-mužstvu Ázerbájdžánu debutoval 17. 9. 1992 v přátelském zápase v Gurdžáni proti reprezentaci Gruzie (prohra 3:6). Celkem odehrál v letech 1992–1996 za ázerbájdžánský národní tým 16 zápasů a vstřelil 2 góly.